# Плистос
Пли́стос, Плист, Плейст, Ксеропо́тамос (греч. Πλείστος ή Πλειστός ή Ξεροπόταμος, лат. Plistus) — река в Греции, в Фокиде, в Средней Греции. Берёт начало на Парнасе, протекает через лесистое ущелье, прорезавшее скалы Федриады между Парнасом и горой Кирфис, далее мимо древнего города Дельфы, где принимает в себя воды Кастальского источника и впадает в залив Итея (Криссос) Коринфского залива близ города Кира (Кирра), древней гавани Дельф.

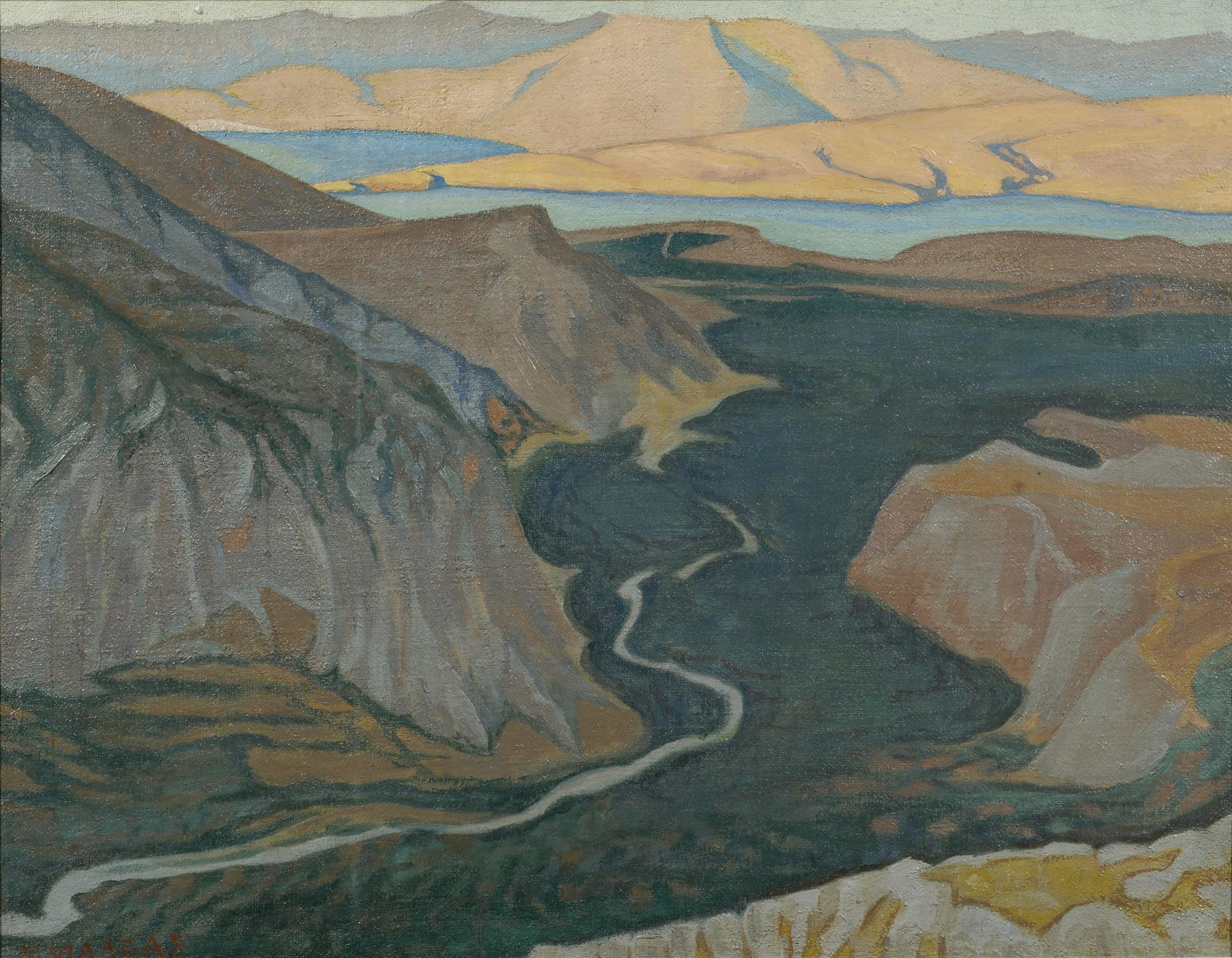
Константинос Малеас. Дельфы

Так как вода реки Плиста текла к ним в город по каналу, то Солон велел отвести его в другое русло. Но осажденные жители Кирры продолжали держаться против врагов, пользуясь для питья дождевой и колодезной водой. Но Солон велел набросать в реку Плист корней чемерицы, и, когда он заметил, что вода достаточно впитала в себя этого снадобья, он вновь направил ее по-прежнему руслу. Жители Кирры, накинувшись с жадностью на воду, чрезмерно напились ею, и поэтому охранявшие стену из-за непрекращающегося поноса должны были уйти, а амфиктионы, как только взяли Кирру, произвели расправу над жителями города во имя бога.
Река пересыхает летом и в прошлом называлась Ксеропотамос («пересыхающая летом река») от ξηρός — сухой.
По долине Плистоса проходила Схистийская дорога в Давлиду и Стириду.
Павсаний рассказывает, что в ходе первой Священной войны Солон Афинский посоветовал отвести реку Плист в другое русло, чтобы воды её не протекали более через осаждённую Кирру. Солон надеялся сломить народ Кирры жаждой, но осаждённые пили колодезную и дождевую воду. Тогда Солон посоветовал набросать корней ядовитой чемерицы в реку Плист выше Кирры и вернуть её в прежнее русло. Защитники покинули стены Кирры из-за непрекращающегося поноса, амфиктионы под руководством Клисфена взяли город и перебили его жителей.